# Антонов Ан-70
Антонов Ан-70 је вишенаменски четверомоторни елисномлазни транспортни авион, носивости до 50 тона. Конструисан је у Авијацијском научно-техничком комплексу „Антонов“ у Кијеву. Њамењен је да замени већ застарели Ан-12 у Совјетском ратном ваздухопловству, а може да замени и Ан-22.
Током тестирања оборио је 6 светских и 15 националних рекорда, а један од њих је подизање 55 тона терета на висину од 7350 метара.Једини конкурент овом авиону на светском тржишту је Ербас А400М.

## Историја и развој
Проектовање авиона је почето 1978, а први лет је изведен децембра 1994. године. 23. јуна 1993. године Русија и Украјина су потписале споразум, мемомрандум о заједничком развоју и производњи, по систему пола-пола. Основано је заједничко предузеће рус. «Средний транспортный самолет». Авион је требало да се производи како у фабрици авиона „Авиант" из Кијева, тако и у фабрици авиона „Авиакор" у Самари.
Секретар за народну безбедност савета одбране Украјине (НСДЦУ), Александар Турчинов, понудио НАТО-у да настави развој Ан-70, јер су оружане снаге европских земаља показале интересовање за летелицу. Русија је направила значајан допринос у развоју Ан-70 и то је разлог зашто Украјина треба од Русије дозволу да сарађује са земљама треће стране у даљој реализацији овог пројекта.
Ипак, одлука је донета у корист европског пројекта (А-400), где највеће учешће има француска авионска индустрија.

## Намена и експлоатација
Ан-70 припада новој генерацији војних транспортних авиона са кратким узлетањем и слетањем, намењених летовима средње дужине. По својим карактеристикама он може да обезбеди испоруку свих врста армијског наоружања и војне технике укупне тежине 35-47 тона на дистанци од 3-5,1 хиљада километара, оптималном брзином од 700-750 километара на час. Овај авион, способан да слеће и узлеће са кратких писта, може постати незамењив за снабдевање удаљених база, укључујући и базе ван Русије.

## Корисници
На данашњи дан су загарантована само два АН-70, који су пројектовани још 90-их година на кијевском заводу „Авиант“ и треба да се заврше по наруџби Министарства одбране Русије.
Први предсеријски авион купило је Руско ратно ваздухопловство 2011. године, а наруџбина Министарства одбране РФ је предвиђала набавку 60 оваквих авиона до 2020. године.
Добар подстрек би био уговор о куповини Ан-70 за потребе ратног ваздухопловства РФ, који би омогућио финансирање и почетак организације производње у фабрици авиона „Горбунов" из Казања. Планира се увођење у употребу 17 оваквих авиона до 2020. године. Први авиони АН-70 би почели да се уводе у наоружање ратног ваздухопловства од 2016. године.